# POLARIX
POLARIX（ポラリックス、朝: 폴라릭스）は、韓国の9人組ボーイズグループ。中国の芸能事務所、Idol Youth エンターテインメント（爱豆青春）に所属。中国の動画配信プラットフォームであるiQIYIにて放送されたサバイバルオーディション番組『STARLIGHT BOYS』の最終回にて結成されたグループであり、韓国人4人、中国人3人、台湾人1人、タイ人1人で構成される。活動期間は3年間。2025年5月28日にデビュー。

## 概要
2024年10月26日から12月28日まで中国の動画配信プラットフォームiQIYIにて放送された『STARLIGHT BOYS』を通して、中国、韓国、日本、そして世界中の視聴者（ガーディアンズ）による投票で同番組の出演者69人の中から選ばれた９人で結成された。
グループ名である「POLARIX」は『STARLIGHT BOYS』内でもキーワードとなっていた「ポラリス（北極星）」とローマ数字で9を表すIXを組み合わせたものであり、９つの星が集まって夜空で最も輝いているポラリス（北極星）のように無限の可能性を生み出すことを意味する。※『STARLIGHT BOYS』内ではセンターを「ポラリス」と呼んでいた。
公式ファンダムネーム「Luminix」はLuminous（光り輝く、明るい、光を放つ）とグループ名であるPOLARIXを組み合わせた造語。ファンの応援がPOLARIXの光になるという意味が込められている。

## 来歴

### 2024年（デビュー前）
- 10月26日 - iQIYIにてサバイバルオーディション番組『STARLIGHT BOYS』が放送開始。
- 12月28日 - 最終話が放送され、最終合格者9人で「POLARIX」が結成された。

### 2025年
- 2月8日 - POLARIXとして初のファンミーティング『POLARIX FIRST FANMEETING [SHINING LIGHT] IN MACAU』を開催[4][5]
- 5月28日、「FREEFALL (漫游棱镜)」でデビュー。

## メンバー
- 順位は『STARLIGHT BOYS』最終順位

- イ・ジュニョクとザイは番組以前に面識があったわけではないものの、『STARLIGHT BOYS』内の寮で生活していくうちに仲良くなり、親友とまで呼べる仲になった。また、最終話のデビューメンバー発表の際には、ザイが第7位で既にデビューメンバー入りが決定している状況で、イ・ジュニョクが第2位でデビューメンバー入りを果たし、その際のジュニョクのコメントで「ザイと一緒にデビューしたいとよく言っていました、本当に毎日この話をしていました。ザイと一緒にデビューできて幸せです。」と語った。（『STARLIGHT BOYS』第10話参照[6]）

| 名前           | 本名            | 本名           | 本名               | 生年月日               | 身長   | 体重  | 血液型 | MBTI | 出身地                  | 所属事務所                   | ポジション                   | 備考 | 順位 |
| 名前           | ハングル        | 漢字/タイ文字  | ローマ字           | 生年月日               | 身長   | 体重  | 血液型 | MBTI | 出身地                  | 所属事務所                   | ポジション                   | 備考 | 順位 |
| -------------- | --------------- | -------------- | ------------------ | ---------------------- | ------ | ----- | ------ | ---- | ----------------------- | ---------------------------- | ---------------------------- | --- | ---- |
| シャオ・ズフン | 샤오쯔헝        | 邵子恒         | Shao Zi Heng       | 2004年10月19日（20歳） | 182cm  | 65 kg | N/A    | ISTP | 中国 北京               | Warner Music 中国            | センター （最終順位1位報酬） | - 元SM練習生（4年半練習生として生活） - ウォンビンと行動を共にすることが多く、RIIZEのメンバーに入ると噂されたこともあったと言われている。 - NCT WISHのユウシ・シオンと友達である - 2024年10月10日にWarner Music 中国よりソロデビューしている - 双子の妹がいる - 趣味：ボクシング、映画、絵を描くこと - 英語名：Owen | 1位  |
| イ・ジュニョク | 이준혁          | 李埈赫         | Lee Jun Hyuk       | 2000年5月16日（25歳）  | 180 cm | 62 kg | B型    | INTP | 韓国 ソウル特別市九老区 | 個人練習生                   | -                            | - 『PRODUCE X 101』に出演（最終順位75位） - MIRAE（未来少年）の元メンバーで、リーダー - ロールモデルはBTSのジョングク - ATEEZユンホの熱烈なファン - MIRAE解散後から『STARLIGHT BOYS』参加までの間、カフェでバイトをｘしていた - 3歳上の姉が1人いる                                                                  | 2位  |
| ホ・セファン   | 허세환          | 許世煥         | Xu Shi Huan        | 2000年8月30日（24歳）  | 186 cm | 69 kg | N/A    | ENFJ | 中国                    | 個人練習生                   | -                            | - サバイバル番組『Fan Pick』に出演（途中降板） - ロールモデルはINFINITE - 子供の頃の夢は画家になること - 元WAKEONE所属 | 3位  |
| シンチェ       | 신처            | 新澈           | Xin Che            | 2006年8月30日（18歳）  | 178 cm | 55 kg | AB型   | ENFP | 中国 湖北省             | UN24                         | マンネ                       | - 2024年8月30日にシングル「浪漫指南」をリリース - 好きな色はピンクと青 - デビュー前からお人形さんのように整った顔立ちでTikTokなどのSNS上で話題になっていた | 4位  |
| ペンター       | 펜떠            | 楊斯維         | Pentor             | 1999年7月10日（25歳）  | 175 cm | 60 kg | AB型   | ISFJ | タイ プーケット         | Insight エンターテイメント   | 最年長                       | - タイのオーディション番組『LAZ iCON』にて結成されたLAZ１の元メンバー - 元Insight ルーキーズ - 2023年3月31日にデジタルシングル「Buzzkill」でソロデビュー - 母語であるタイ語はもちろん、中国語、英語が話せる - 俳優としても活動しており、参加作品として「A Love So Beautiful」などがある                             | 5位  |
| ペンター       | 지라팟 피만프롬 | จิรภัทร พิมานพรหม | Jeerapat Pimanprom | 1999年7月10日（25歳）  | 175 cm | 60 kg | AB型   | ISFJ | タイ プーケット         | Insight エンターテイメント   | 最年長                       | - タイのオーディション番組『LAZ iCON』にて結成されたLAZ１の元メンバー - 元Insight ルーキーズ - 2023年3月31日にデジタルシングル「Buzzkill」でソロデビュー - 母語であるタイ語はもちろん、中国語、英語が話せる - 俳優としても活動しており、参加作品として「A Love So Beautiful」などがある                             | 5位  |
| イ・ハンギョル | 이한결          | 李翰潔         | Han Gyul           | 1999年12月7日（25歳）  | 176 cm | 67 kg | O型    | ESFP | 韓国 仁川市南洞区       | PocketDol Studio             | -                            | - BAE173のメンバー、及びH&Dのメンバー - 『PRODUCE X 101』に出演（最終順位7位） - X1の元メンバー - これでグループとして4度目のデビューとなる - 英語名：Michael | 6位  |
| ザイ           | 자이            | 翟浚安         | Zai                | 2004年6月23日（20歳）  | 176 cm | 60 kg | N/A    | ENFP | 台湾 基隆市             | Catwalk                      | -                            | - 台湾のボーイズグループU:NUSのCY（蔡承祐）と友人である - インフルエンサー兼モデルとしても活躍 - 15年のダンス経験を持つ - 彼はTikTokで約175万人のフォロワーを持つ人気インフルエンサーであり、総いいね数は4878万である                                                                                               | 7位  |
| ヤン・ドンファ | 양동화          | 梁彤華         | Yang Dong Hwa      | 2003年8月19日（21歳）  | 180 cm | 67 kg | N/A    | INTP | 韓国 ソウル特別市蘆原区 | Bluedot エンターテインメント | -                            | - The Origin – A, B, Or What?に出演し、最終順位6位で最終デビューメンバー（ATBO）の1人になるも、いくつかの疑惑によりデビューメンバーから離脱 - 2024年2月18日にシングル「Blackout」でソロデビュー - 子供の頃の夢は警察官になること - 兄弟がいる                                                                       | 8位  |
| イ・ダウル     | 이다을          | 李多乙         | Lee Da Eul         | 2004年4月6日（21歳）   | 172 cm | 54 kg | N/A    | INTJ | 韓国 ソウル特別市城東区 | 個人練習生                   | -                            | - 『BOYS PLANET』に出演（最終順位47位） - 趣味：演技、運動、映画鑑賞、美味しい物を食べること、寝ること - 特技：演技 | 9位  |

## ディスコグラフィ

### デジタルシングル
| No. | 配信日         | タイトル                                            | 収録曲                       | 規格                   | MV                                                                                    |
| --- | -------------- | --------------------------------------------------- | ---------------------------- | ---------------------- | ------------------------------------------------------------------------------------- |
| Pre | 2024年11月01日 | Good Luck（成为我的幸运）[《Starlight Boys》主题曲] | 1. Good Luck（成为我的幸运） | デジタル・ダウンロード | 1. "Good Luck" - Signal Song MV - YouTube 2. "Good Luck" - Final stage ver. - YouTube |

### デビューアルバム
| 配信日        | タイトル            | 収録曲                                                                    |
| ------------- | ------------------- | ------------------------------------------------------------------------- |
| 2025年5月28日 | FREEFALL (漫游棱镜) | 1．Stereotypical 2．No Complaints 3．Dreamless (Korean Ver.) 4．Dreamless |

## 公演

### ファンミーティング
- 2025年2月8日 - POLARIX FIRST FANMEETING [SHINING LIGHT] IN MACAU　開催[4][5]

## 出演

### 配信番組
- 『STARLIGHT BOYS』（2024年10月26日 - 12月28日）[17]

### 授賞式
- 第一回 KOREA GRAND MUSIC AWARDS（2024年11月16日）メンバーは『STARLIGHT BOYS』参加者として出演し、番組のテーマ曲である「Good Luck（Be My Luck）」を披露した[18]。

### 公式SNS
Youtube
- POLARIX official - YouTubeチャンネル

X（旧Twitter）
- POLARIX official (@POLARIX1228) - X（旧Twitter）

Instagram
- POLARIX official (@polarix.official/) - Instagram

TikTok
- Polarix official (@polarix.official) - TikTok

Weibo
- POLARIX - 新浪微博（簡体字中国語）

### メンバー個人SNS
- シャオ・ズフン : POLARIX_邵子恒 (@polarix_shaoziheng1/) - Instagram / POLARIX-邵子恒1 - 新浪微博（簡体字中国語）
- イ・ジュニョク : POLARIX_JUN HYUK (@zzundoxy/) - Instagram / POLARIX_李埈赫1 - 新浪微博（簡体字中国語）
- ホ・セファン : ㅎㅅㅎʕ•͡ˑ͓•ʔ (@polarix_sh/) - Instagram / POLARIX-许世焕_ - 新浪微博（簡体字中国語）
- シンチェ : 新澈 (@polarix_xc/) - Instagram / POLARIX_新澈0830 - 新浪微博（簡体字中国語）
- ペンター : Pentor Jeerapat (@pentor.jrp/) - Instagram / POLARIX-Pentor杨斯维 - 新浪微博（簡体字中国語）
- イ・ハンギョル : Polarix_Han Gyul (@1gyul_2gyul/) - Instagram / POLARIX_翰潔_ - 新浪微博（簡体字中国語）
- ザイ : 宅 (@polarix_zai/) - Instagram / POLARIX_ZAI - 新浪微博（簡体字中国語）
- ヤン・ドンファ : YANGDONGHWA 양동화 (@polarix_ydh/) - Instagram / POLARIX-梁彤华1 - 新浪微博（簡体字中国語）
- イ・ダウル : 이다을 Lee Daeul (@starlightboys_leedaeul/) - Instagram / POLARIX-李多乙8 - 新浪微博（簡体字中国語）